# Paul Joalland
Paul Joalland, né le 8 novembre 1870 en Guadeloupe, mort le 27 septembre 1940 à Lorient, est un général de brigade, conquérant du Kanem.

## Biographie
Paul Joalland est le fils d'un capitaine d'artillerie de marine. Il fait des études au lycée Dupuy-de-Lôme de Lorient. Il se destine à la carrière militaire.
Il s'engage en 1889 dans l'artillerie coloniale (1er RAC, régiment d'artillerie coloniale) et participe en Indochine aux combats contre les Pavillons noirs.
Il rejoint en 1893 l'école d'infanterie de Versailles[réf. nécessaire] d'où il sort sous-lieutenant en 1894. Il revient en garnison à Lorient avant de partir au Soudan. Il est promu lieutenant en 1896.
En 1897, il rentre en France, impatient de retrouver l'Afrique. En poste à l'école de pyrotechnie à Toulon, il rencontre le capitaine Voulet qui jouit d'une grande réputation à la suite de son expédition dans le pays mossi et qui lui propose de l'accompagner dans sa prochaine expédition en Afrique.
Paul Joalland participe à la Mission Voulet-Chanoine commandée par les capitaines Voulet et Chanoine. Très vite, la colonne est confrontée à des attaques incessantes et répond par des représailles violentes et cruelles. Lorsqu'ils sont connus, ces actes barbares sont condamnés par le gouvernement qui veut relever les deux capitaines de leur commandement et placer Voulet et Chanoine en état d'arrestation. Le colonel Klobb est désigné pour retrouver et pour arrêter les deux capitaines. Il prend comme adjoint le lieutenant Meynier. Le lieutenant-colonel Klobb rejoint Voulet à Dankori le 14 juillet 1899. Voulet désobéit aux ordres de Klobb, le menace et le tue. Meynier est légèrement blessé.
Paul Joalland et les autres officiers quittent la colonne. Ils rejoignent, avec le lieutenant Meynier, Nafouta au Soudan.

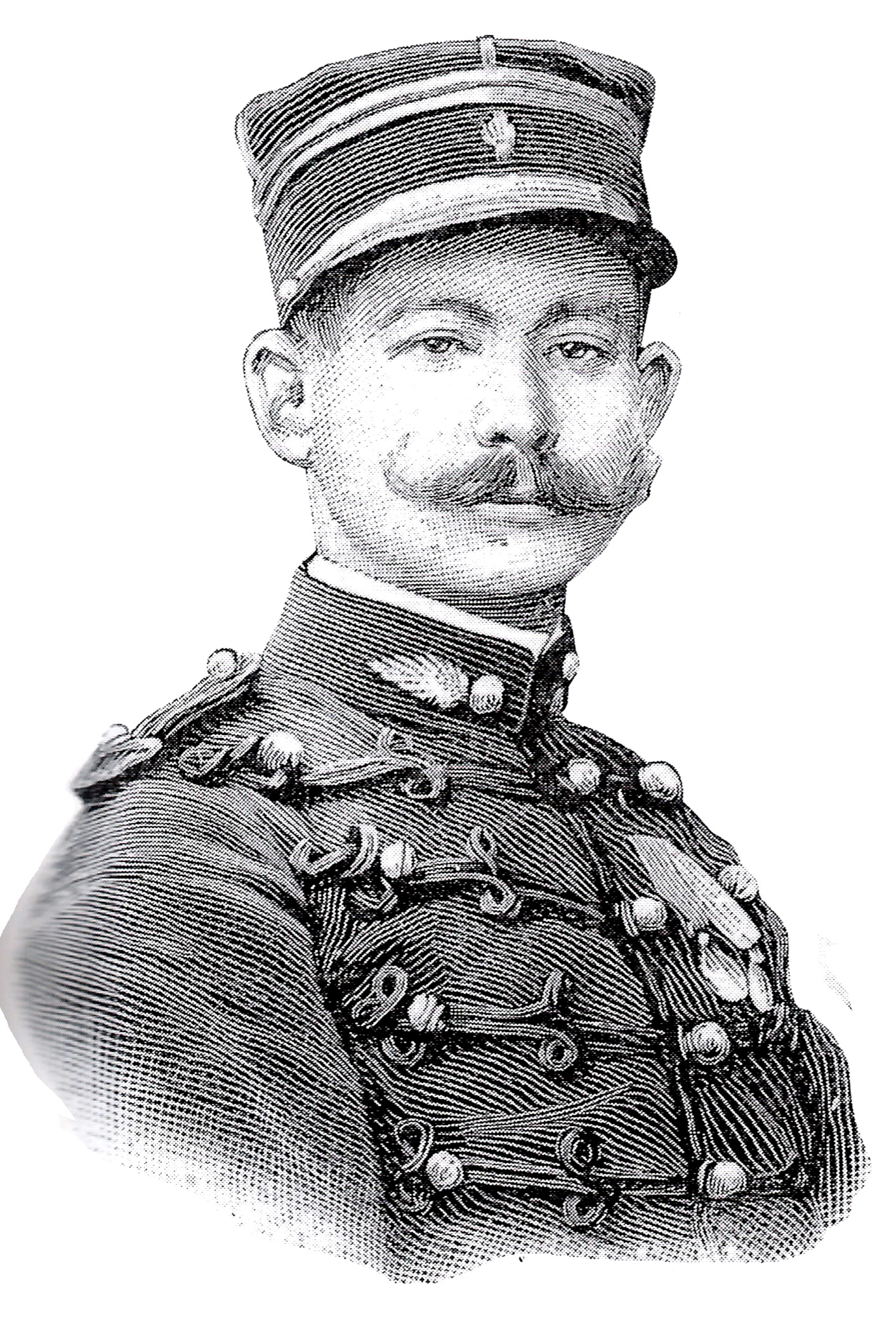
Paul Joalland (gravure parue en une du journal L'Illustration no 2948, samedi 26 août 1899).

Quelques jours plus tard, Chanoine (le 16 juillet 1899) et Voulet (le 17 juillet 1899) sont abattus par les tirailleurs soudanais qui refusent de les suivre et qui rejoignent les officiers.

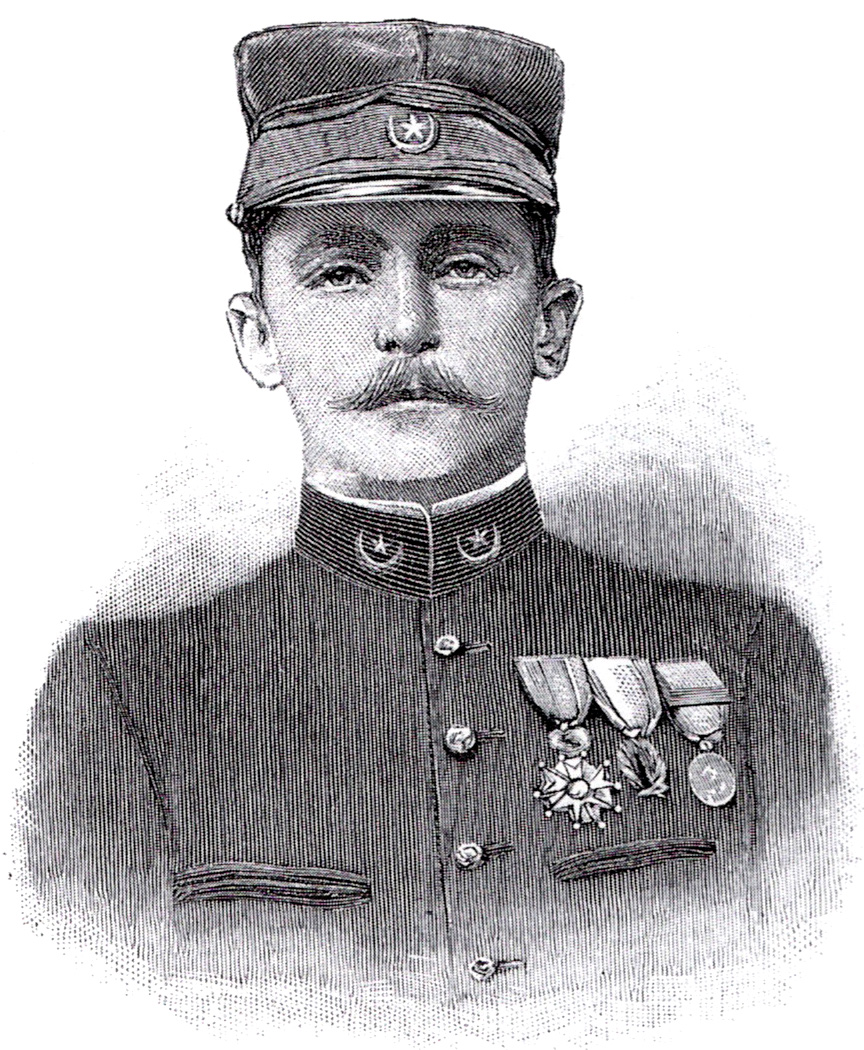
Julien Chanoine (gravure parue en une du journal L'Illustration n° 2948, samedi 26 août 1899).
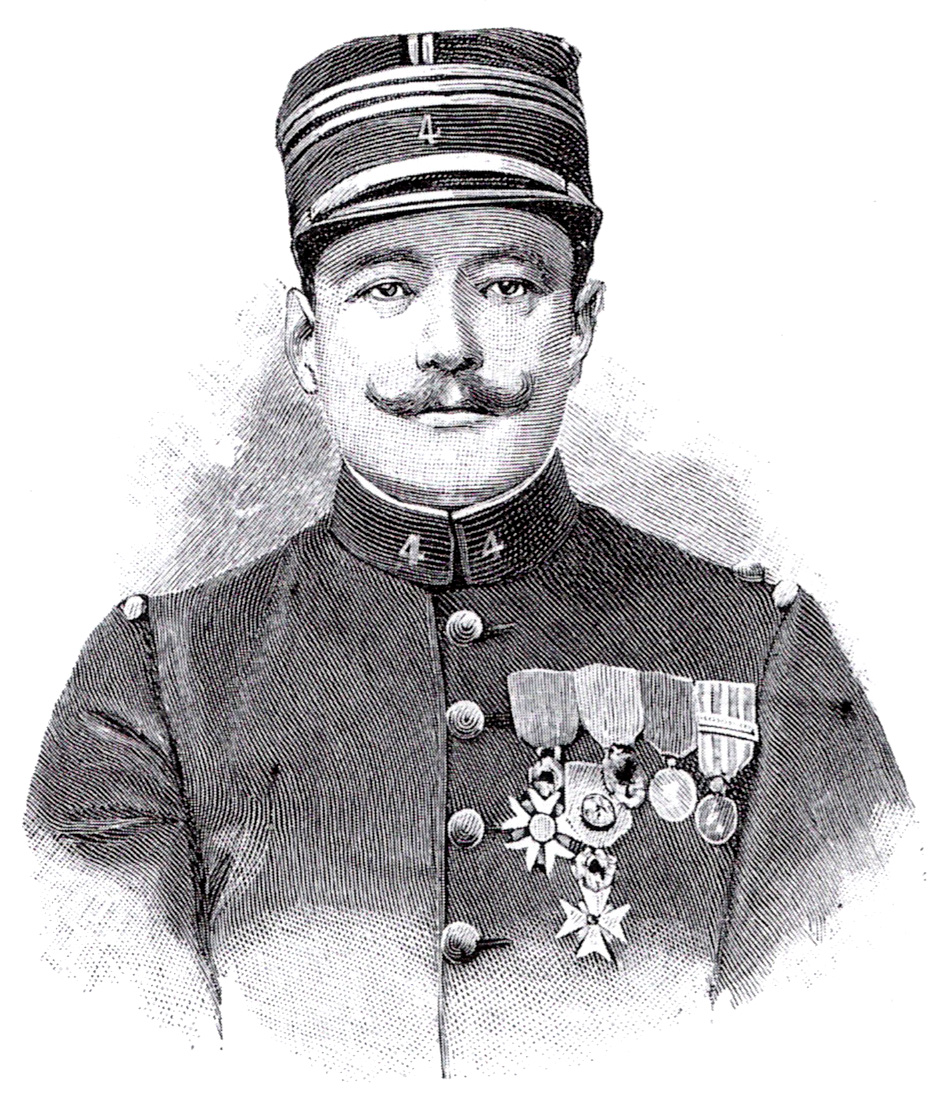
Paul Voulet alors capitaine au 4e régiment d'infanterie de marine (gravure parue en une du journal L'Illustration n° 2948, samedi 26 août 1899)

Le lieutenant Pallier, qui est le plus âgé, secondé du lieutenant Joalland, prennent alors le commandement de la colonne. Ils prennent Zinder (actuellement au Niger) et le sultan Ahmadou Kouran Daga (en) est en fuite. Le lieutenant Pallier rejoint le Soudan et confie à Joalland le commandement de la colonne, secondé par le lieutenant Meynier. La colonne prend ainsi le nom de mission Joalland-Meynier. Paul Joalland est promu au grade de capitaine à compter du 2 juin 1899,.
Le capitaine Joalland pacifie le pays. Il organise Zinder et confie au sergent Bouthel le commandement de la place. La mission se poursuit et fort d'une escorte de 165 hommes, le capitaine Joalland se lance le 3 octobre 1899 vers le Kanem. La colonne atteint le lac Tchad le 23 octobre 1899. L'expédition repart le 7 novembre 1899. Après la bataille de Ngouri, les troupes s'emparent de la capitale du Kanem et placent ce pays sous le protectorat de la France.
Le 18 février 1900, la jonction est faite avec la mission Gentil et la mission Foureau-Lamy. Le commandant Lamy prend le commandement de l'ensemble des missions et s'installe à Kousséri. Le 22 avril 1900, l'attaque du camp fortifié de Rabah est lancée. Les troupes françaises sont victorieuses et Rabah est tué. Le commandant Lamy meurt de ses blessures.
Le capitaine Joalland retourne à Zinder, où son prestige auprès du sultan de Zinder est immense[réf. nécessaire]. Il quitte Zinder le 11 octobre 1900.
Le 13 mars 1901, le capitaine Joalland arrive à Marseille. Il est fait chevalier de la légion d'honneur. Il reçoit également la médaille coloniale avec agrafe en or. Il se marie en juillet 1901.
Il poursuit sa carrière d'officier colonial en Cochinchine (1902-1903) puis au Tonkin (1905-1907). Il est promu en 1907 chef d'escadron (commandant dans l'artillerie).
En 1914, il part au front à la tête d'un groupe de batteries du 29e d'artillerie. Il est promu lieutenant-colonel en 1915 et participe aux opérations en Alsace et sur le front de Soissons à Saint-Quentin. Il se distingue particulièrement à l'attaque de Seppois qui précède la première offensive de Verdun. Il termine la guerre avec le grade de colonel.
À la fin du conflit, il retrouve les colonies et commande l'artillerie à Madagascar. Il prend en 1922 le commandement du 1er régiment d'artillerie coloniale (RAC) à Lorient basée au quartier Frébault. En 1925, il repart en Afrique-Occidentale française.
Il prend sa retraite à Lorient. Le 24 novembre 1929, il est promu général de brigade au titre de réserve.
Il meurt le 27 septembre 1940 à Lorient lors des premiers bombardements de la ville par la RAF,.
Le nom de rue du Général Joalland est donnée le 1er août 1941 à l'ancienne Traverse du Polygone. Cette rue mène au quartier Frébault.

## Publication
- Général (Paul) Joalland, Le Drame de Dankori : mission Voulet-Chanoine - mission Joalland-Meynier, Paris, Nouvelles Éditions Argo (NEA), 1930, 256 p.